# Abu Ahmed al-Kuwaiti
Abu Ahmed al-Kuwaiti, também conhecido como xeque Abu Ahmed, Arshad Khan ou Arshad Mohammed, (falecido em 2 de maio de 2011) era um xeque do Kuwait nascido no Paquistão. Era um dos membros da organização terrorista al-Qaeda. Tinha o esconderijo de Osama bin Laden em seu nome. Ele vivia com bin Laden nesse local e, de acordo com documentos secretos, era um dos mensageiros favoritos do terrorista e seu braço direito.